# 韋斯特林灣
67°30′S 67°37′W / 67.500°S 67.617°W
韋斯特林灣是南極洲的海灣，位於葛拉漢地西岸，寬7公里，處於隆里奇半島和薩恩斯角之間，該海灣在1936年由英國探險隊測量，現時由南極條約體系管理。